# Здание бывшей духовной семинарии (Смоленск)
Здание бывшей духовной семинарии в Смоленске — памятник архитектуры, объект культурного наследия регионального уровня.

## История
Когда к началу 1870-х годов помещения старого комплекса зданий смоленской духовной семинарии (ныне — на улице Маршала Жукова) перестали отвечать потребностям учащихся и преподавателей, возникла необходимость постройки нового здания. Реализация этого шла медленно, распоряжение о строительстве здания было отдано лишь в 1886 году после посещения духовной семинарии обер-прокурором Святейшего Синода Константином Победоносцевым. В декабре 1887 года были выделены деньги на строительство, которое началось весной 1888 года. Попутно были отремонтированы два старых корпуса семинарии.

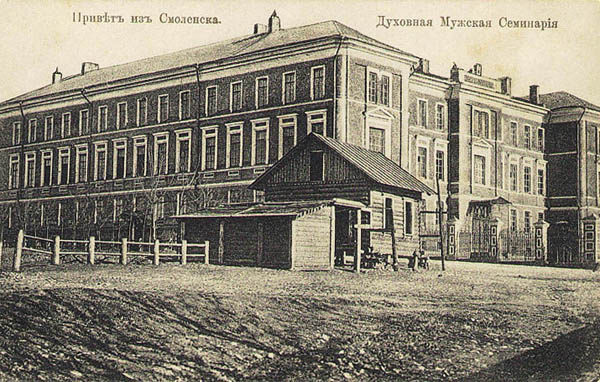
Здание Смоленской духовной семинарии на открытке начала XX века.

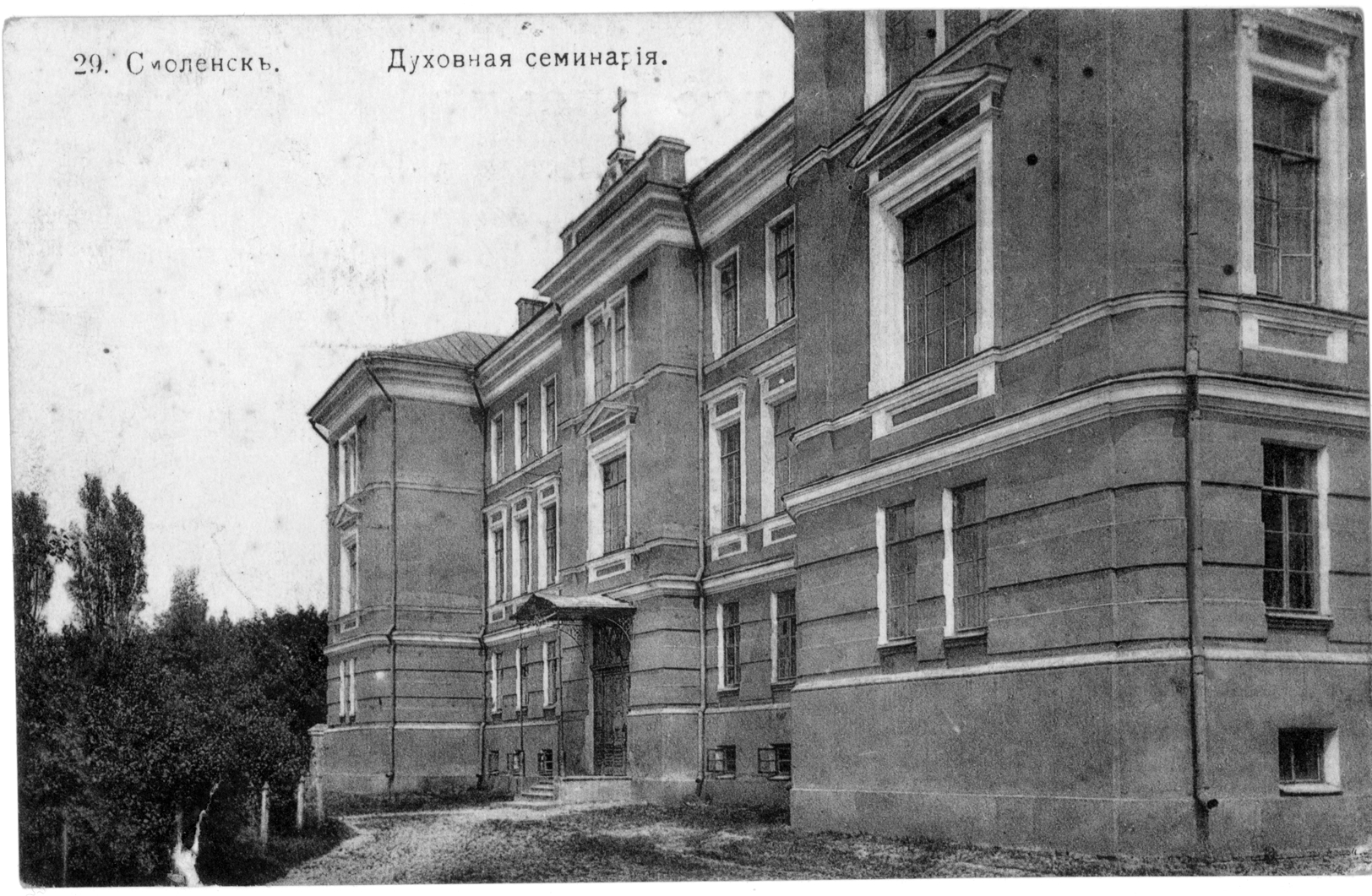
Фасад здания Смоленской духовной семинарии на открытке начала XX века.

В сентябре 1891 года здание было сдано в эксплуатацию. Оно было расположено на Спасской улице (ныне — улица Реввоенсовета). Внутри нового здания смоленской духовной семинарии была устроена церковь Иоанна Богослова.
В конце XIX — начала XX веков духовная семинария в Смоленске принимала активное участие в культурной жизни Смоленска. Хор её учащихся систематически выступал в концертами. В 1901 году смоленскую семинарию окончил будущий известный писатель-фантаст Александр Беляев.
Постановлением Отдела народного образования Смоленского губисполкома Смоленская духовная семинария от 1 октября 1918 года была закрыта, а учащимся было предложено поступить в другие учебные заведения Смоленской губернии. Позднее ряд бывших учащихся и преподавателей семинарии были подвергнуты репрессиям.
После закрытия духовной семинарии в здании располагались различные военные ведомства, в том числе одно время в нём располагался штаб Белорусского особого военного округа. Рядом со зданием располагается бывшая военная гостиница, в которой в 1938—1939 годах жил и работал генерал Георгий Жуков. В годы войны здания подверглись бомбардировкам, однако к существенным повреждениям они не привели.
В настоящее время в здании располагается филиал Московского проектно-изыскательного института связи Министерства обороны Российской Федерации, а само здание числится по квартирно-эксплуатационной части военного ведомства.